# Vijay
Vijay (Sanskrit: विजय) ist ein weit verbreiteter, indischer, männlicher Vorname. Er bedeutet Sieg/Sieger und ist damit das indische Äquivalent zu Viktor. Vijaya ist auch einer der Namen von Arjuna, dem Mahabharata-Helden. Es hat die gleiche Bedeutung wie das Wort Jai, allerdings mit dem Unterschied, dass Vijay den Sieg beim Angriff und Jai den Sieg bei der Verteidigung bezeichnet.

## Bekannte Namensträger
- Vijay (Schauspieler) (* 1974), eigentlich Joseph Vijay, südindischer Schauspieler
- Vijay Amritraj (* 1953), früherer indischer Tennisspieler und Schauspieler
- Vijay Anand (1934–2004), indischer Produzent, Regisseur, Drehbuchautor und Schauspieler
- Vijay Hazare (1915–2004), indischer Cricketspieler
- Vijay Iyer (* 1971), US-amerikanischer Jazzmusiker
- Vijay Kumar (Sportschütze) (* 1985), Sportschütze
- Vijay Kumar Patodi (1945–1976), indischer Mathematiker
- Vijay Mehra (1938–2006), indischer Cricketspieler
- Vijay Singh (* 1963), Golfspieler
- Vijaya (König) (543 v. Chr.–504 v. Chr.), erster singhalesischer König von Sri Lanka
- Rayarala Vijay Kumar (* 1969), indischer Ordensgeistlicher, Bischof von Srikakulam

## Varianten
Die bengalische Form des Namens ist Bijoy.